# Марія Пустова
Яна Пустова (нар. 3 лютого 1990, Київ, Київська область) — українська акторка театру, кіно та телебачення

## Життєпис
Марія Пустова народилася 3 лютого 1990 року в місті Києві, . Закінчила Канівський коледж культури і мистецтв.
У 2013 році закінчила Київський національний університет театру, кіно і телебачення імені Івана Карпенка-Карого, майстерня Станіслава Мойсеєва.
Після закінчення навчання — акторка Молодого театру.
Дебютувала у кіно в 2013 році у другому сезоні серіалу «Жіночий лікар».

## Доробок

### У театрі
Молодий театр
- Мотря — «Кайдаші»
- Поллі Евенс — «Шепіт вбивці»
- Дарія висоцька — «Соло для годинника з боєм»
- Меліна — «Тектоніка почутті»
- Карма — «Принцеса Лебідь»
- Фрейліна — «Сім бажань Зербін»
- Покоївка — «Саме там! Саме то»
- Наталя — «Афінські вечори»
- Наталія Дмитрівна — «Горе з розуму»
- Еліза  — «Красуня та Чудовисько»
- Смерть — «Парашутист»
- Параска — «Зачаровани»
- Секретарка — «Поступися місцем!»
- Марія Блажевська — «Попіл»
- Розафа — «Незаймані»

### У кіно
| Рік  |   | Українська назва       | Оригінальна назва  | Роль               |
| ---- | - | ---------------------- | ------------------ | ------------------ |
| 2019 | с | Таємниці               |                    | епізодична роль    |
| 2018 | с | За вітриною            | За витриной        | Лариса, продавчиня |
| 2017 | с | Обручка з рубіном      |                    | Яна, головна роль  |
| 2016 | с | Родичі                 | Родственнички      | епізодична роль    |
| 2016 | с | Поганий гарний коп     | Плохой хороший коп | Віра Лєбяжева      |
| 2016 | с | Катерина               | Катерина           | Анжела             |
| 2015 | с | Клан ювелірів          | Клан ювелиров      | безпритульна       |
| 2014 | ф | Самотній за контрактом | Одинок по контракт | епізодична роль    |
| 2013 | с | Жіночий лікар-2        | Женский доктор-2   | Ірина              |